# Coeloneurum ferrugineum
Coeloneurum  es un género monotípico de plantas con flores perteneciente a la subfamilia Goetzeoideae, incluida en la familia de las solanáceas. Su única especie:  Coeloneurum ferrugineum, es originaria de las Indias Occidentales, donde se encuentra en lugares secos.

## Descripción
Coeloneurum ferrugineum es un arbusto o pequeño árbol que alcanza un tamaño de  2,6 a 3,3 m de altura´. Tiene las hojas  estrechas y coriáceas. La inflorescencia con  cinco flores aparece aislada con las flores casi sésiles. Son de color amarillo a amarillo pálido , formando la corola un corto tubo. El fruto es una baya ovoide.

## Taxonomía
Cestrum dumetorum fue descrita por (Spreng.) Urb. y publicado en Symbolae Antillanae seu Fundamenta Florae Indiae Occidentalis 1: 380, en el año 1899.
Sinonimia
- Coeloneurum eggersii Radlk.
- Coeloneurum lineare Radlk.
- Jacquinia ferruginea Spreng.[3]